# امیلیا منجوا لیفاکا

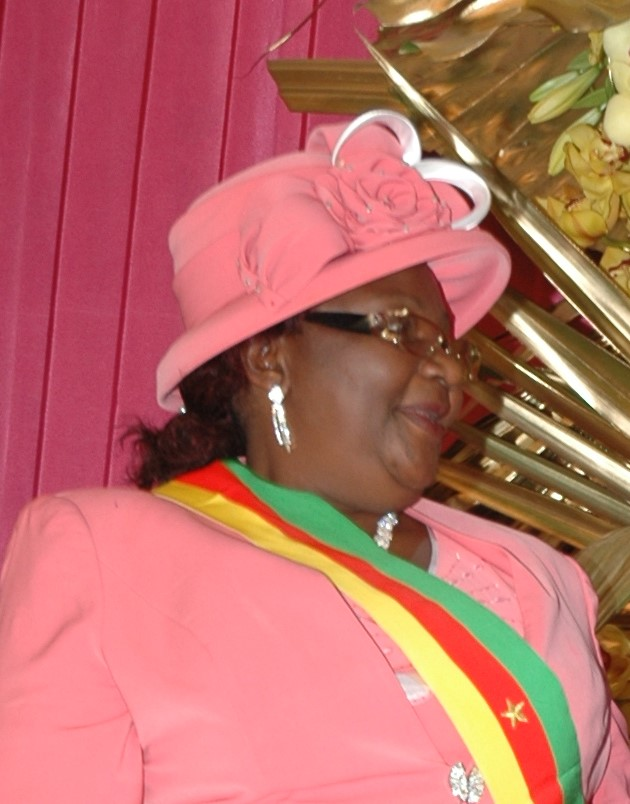
Monjowa Lifaka in 2012

امیلیا منجوا لیفاکا (۱۱ آوریل ۱۹۵۹ – ۲۰ آوریل ۲۰۲۱) سیاستمدار کامرونی و رئیس اتحادیه پارلمانی کشورهای مشترک‌المنافع بود. او عضو مجلس ملی کامرون بود که اولین‌بار در سال ۲۰۰۲ انتخاب شد و در زمان مرگش، معاون رئیس مجلس بود.

## زندگی اولیه و تحصیلات
منجوا لیفاکا مدرک دیپلم در رشته دفترداری و مطالعات تجاری از کالج دفترداری و مطالعات تجاری کرون در انگلستان و دیپلم در مدیریت اداری از دانشگاه مریلند ایسترن شور در ایالات متحده دریافت کرده بود. تا تاریخ ۲۰۱۷ او در حال تحصیل برای MBA در رشته مدیریت منابع انسانی در دانشگاه انگلیا راسکین انگلستان بود.

## حرفه سیاسی
منجوا لیفاکا نماینده حوزه جنوب غربی از حزب جنبش دموکراتیک مردم کامرون (CPDM / RDPC) در دوره‌های ۷، ۸، ۹ و ۱۰ مجلس ملی کامرون بود و از سال ۲۰۰۹ تا زمان مرگش معاون رئیس مجلس ملی کامرون بود.
در سال ۲۰۱۷ او رئیس اتحادیه پارلمانی کشورهای مشترک‌المنافع شد.

## شناخت
او سه نشان ملی دریافت کرد:
- شوالیه نشان ملی شجاعت کامرون
- افسر نشان ملی شجاعت کامرون
- شوالیه نشان ملی شجاعت

## مرگ
منجوا لیفاکا در ۲۰ آوریل ۲۰۲۱ در سن ۶۲ سالگی به دلیل COVID-19 درگذشت.